# Передо, Хорхе
Хорхе Передо (исп. Jorge Sigfrido Peredo Gutiérrez; род. 17 февраля 1953, Сантьяго) — чилийский футболист, нападающий. Лучший бомбардир и финалист Кубка Америки 1979 года.

## Клубная карьера
В 1974 году Хорхе начал играть во втором дивизионе за «Ньюбленсе». В 1975 году нападающий перешёл в «Депортес Авиасьон», за который футболист играл два сезона в чилийской Примере. В 1977 году начал играть за «Унион Эспаньола». В чемпионате Чили 1977 года его клуб одержал победу, а форвард сыграл 26 матчей и забил 22 гола. В 1978 году нападающий сыграл 6 матчей и забил 2 гола в Кубке Либертадорес. «Унион Эспаньола» занял второе место в группе 3 и не вышел в полуфинал. В чемпионате Чили Хорхе забил 7 мячей, его клуб стал 4-м в чемпионате. В 1979 году нападающий провёл на поле 20 матчей и поразил ворота соперников 11 раз , Унион занял 3 место в чемпионате. В 1980—1981 гг. нападающий играл за футбольный клуб «Палестино» из Примеры. В 1982—1983 гг. играл за «Депортес Пуэрто-Монт» и помог клубу подняться из третьего дивизиона во второй. В 1984 году нападающий играл за «Петролеро де Кочабамба» из чемпионата Боливии. На первом этапе клуб занял 6 место, на втором этапе «Петролеро» стал третьим в группе В и не вышел в полуфинал.

## Карьера в сборной
8 августа 1979 года нападающий сыграл первый матч за сборную на групповом этапе Кубка Америки против Венесуэлы. Матч закончился со счётом 1-1, Хорхе забил гол. 29 августа 1979 года нападающий забил два гола в матче против Венесуэлы и помог команде одержать победу со счётом 7-0. 5 сентября 1979 года нападающий сыграл свой последний матч за сборную против Колумбии. Передо забил гол и помог команде выиграть со счётом 2-0. Сборная Чили опередила Колумбию за счёт большего числа забитых мячей и вышла в полуфинал.

## Достижения
Командные
- Чемпион Чили: 1977
- Финалист Кубка Америки: 1979

Личные
- Лучший бомбардир Кубка Америки: 1979 (4)